# Ludwig Stats von Hahn
Ludwig Stats von Hahn (* 1657 in Seeburg; † 5. November 1730 in Eisleben) war deutscher Hofbeamter in dänischen Diensten, zuletzt Geheimer Rat, Oberlanddrost in Oldenburg und Delmenhorst und Hofmarschall.

## Leben
Ludwig Stats von Hahn entstammte der mecklenburgischen Uradelsfamilie Hahn (Nr. 279 der Geschlechtszählung) und war der älteste Sohn von Henning von Hahn zu Seeburg, Kuchelmiß und Basedow († 1678) und seiner Ehefrau Ottilia geb. von Wulffen († 1678).  Die Familie war seit 1337 in Basedow ansässig und zählte zu den größten Grundbesitzern des Landes. Nach dem Studium und einer Bildungsreise hielt sich Hahn einige Zeit an den Höfen Hannovers, Kurbrandenburgs und Dänemarks auf. 1685 wurde er Kammerjunker am dänischen Hof, wo sein Vetter, der Oberjägermeister Vincenz Joachim von Hahn, großen Einfluss auf König Christian V. ausübte. Nach Reisen mit dem Kronprinzen Friedrich wurde er 1691 Hofmarschall.
Am 4. Mai 1706 wurde Hahn, inzwischen Geheimrat und Träger des zweithöchsten dänischen Ordens, des Dannebrogordens, zum Oberlanddrosten der zu Dänemark gehörenden Grafschaften Oldenburg und Delmenhorst ernannt. Während seiner Amtszeit, die bis 1713 dauerte, hielt er sich vorwiegend auf seinem Schloss Seeburg auf.
Er wurde in der Hahnschen Gruft in der Fleckenkirche St. Nikolaus in Seeburg bestattet. Im 19. Jahrhundert galt seine mumifizierte Leiche als Sehenswürdigkeit.

## Familie
Am 30. Juli 1702 heiratete Hahn auf Gut Neuhaus bei Giekau im Herzogtum Holstein Catharina (Katherine) Margarethe Rantzau (1679–1741), die Tochter des Kai (Kay) Rantzau zu Neuhaus und der Catharina geb. Blohme. Durch diese Ehe wurde die Familie Hahn in Holstein ansässig und 1756 in die Schleswig-Holsteinische Ritterschaft aufgenommen. Der Naturphilosoph und Astronom Friedrich Ludwig von Hahn entstammte diesem holsteinischen Familienzweig. Hahn überlebte seine drei Brüder, die ohne Erben starben, und wurde so außerdem Stammvater nicht nur seines Hauses, sondern auch der Linie Basedow.